# ولرس سور اوچ
ولرس سور اوچ (به فرانسوی: Velars-sur-Ouche) یک کمون در فرانسه است که در Canton of Dijon-5 واقع شده‌است.

## خصوصیات
ولرس سور اوچ ۱۲٫۱۳ کیلومترمربع مساحت و ۱٬۶۸۹ نفر جمعیت دارد.